# Jataiella pilosa
Jataiella pilosa är en stekelart som beskrevs av Barbalho och Penteado-dias 1999. Jataiella pilosa ingår i släktet Jataiella och familjen bracksteklar. Inga underarter finns listade i Catalogue of Life.